# Douglas Stuart (nhà văn)
Douglas Stuart (sinh năm 1976) là một nhà văn và nhà thiết kế thời trang người Mỹ gốc Scotland. Cuốn tiểu thuyết đầu tay của an,  Shuggie Bain , đã được trao giải Booker năm 2020.

## Thời trẻ
Stuart sinh ở Sighthill, ở Glasgow, Scotland. Anh là con út trong gia đình 3 anh chị em. Cha của anh từ bỏ gia đình khi anh còn trẻ, và anh được nuôi dưỡng bởi một bà mẹ đơn thân chống chọi với chứng nghiện rượu và nghiện ngập. Mẹ anh qua đời vì các vấn đề sức khỏe liên quan đến nghiện rượu khi anh 16 tuổi. Sau đó, khi anh tiếp tục viết cuốn tiểu thuyết đầu tay đoạt giải Booker, Shuggie Bain, cuốn sách sẽ được truyền cảm hứng về những cuộc đấu tranh của anh, cuộc đấu tranh của mẹ anh ấy khi bà chiến đấu với chứng nghiện rượu và mối quan hệ của anh ấy với mẹ anh. 
Nói về mẹ của mình, anh nói: "Một ngày nọ, mẹ tôi qua đời rất lặng lẽ vì nghiện ngập." 
Sau khi mẹ qua đời, anh sống với anh trai trước khi chuyển đến nhà trọ khi anh 17 tuổi.